# Hồng Thái, A Lưới
Hồng Thái là một xã miền núi biên giới thuộc huyện A Lưới, thành phố Huế, Việt Nam.
Xã Hồng Thái có diện tích 69,69 km², dân số năm 1999 là 1.070 người và mật độ dân số đạt 15 người/km².

## Hành chính
Tính đến năm 2015 (theo Nghị quyết 09/NQ-HĐND tỉnh), xã Hồng Thái có 4 thôn: A Đâng, Tu Vay, I Reo, A La.